# Giro di Romagna 1946
Il Giro di Romagna 1946, ventiduesima edizione della corsa, si svolse il 12 maggio 1946 su un percorso di 286 km. La vittoria fu appannaggio dell'italiano Fausto Coppi, che completò il percorso in 8h29'00", precedendo in volata Vito Ortelli e per distacco Giovanni De Stefanis. Giunsero al traguardo 12 ciclisti sui 46 partiti.

## Percorso
Prova organizzata dal Gruppo Ciclistico Francesco Baracca di Lugo, città in cui la corsa prese il via. Si attraversarono a seguire (con un percorso ad anello) le località di Alfonsine (km 18), Ravenna (km 35), Cervia (km 56), Cesenatico (km 64), Rimini (km 86), Riccione (km 97), Cattolica (km 104), Morciano di Romagna (km 115), Mercatino Conca (km 131), San Marino (km 142), Cesena, Forlì, il Passo Monte Trebbio (ultima salita), Modigliana (km 241), Faenza e Cotignola, per rientrare dopo 286 km di gara a Lugo, dove, al Parco del Tondo, era posto il traguardo.

## Ordine d'arrivo
| Pos. | Corridore            | Squadra     | Tempo    |
| ---- | -------------------- | ----------- | -------- |
| 1    | Fausto Coppi         | Bianchi     | 8h29'00" |
| 2    | Vito Ortelli         | Benotto     | s.t.     |
| 3    | Giovanni De Stefanis | Bianchi     | a 20"    |
| 4    | Glauco Servadei      | Bianchi     | a 1'55"  |
| 5    | Salvatore Crippa     | Individuale | a 9'20"  |
| 6    | Alfredo Martini      | Welter      | s.t.     |
| 7    | Oreste Conte         | Benotto     | a 10'35" |
| 8    | Ubaldo Pugnaloni     | Individuale | a 21'30" |
| 9    | Severino Canavesi    | Bianchi     | s.t.     |
| 10   | Giulio Bresci        | Welter      | s.t.     |
| 11   | Giovanni Ballarino   | Individuale | s.t.     |
| 12   | Secondo Barisone     | Bianchi     | a 23'30" |